# 바바 야가

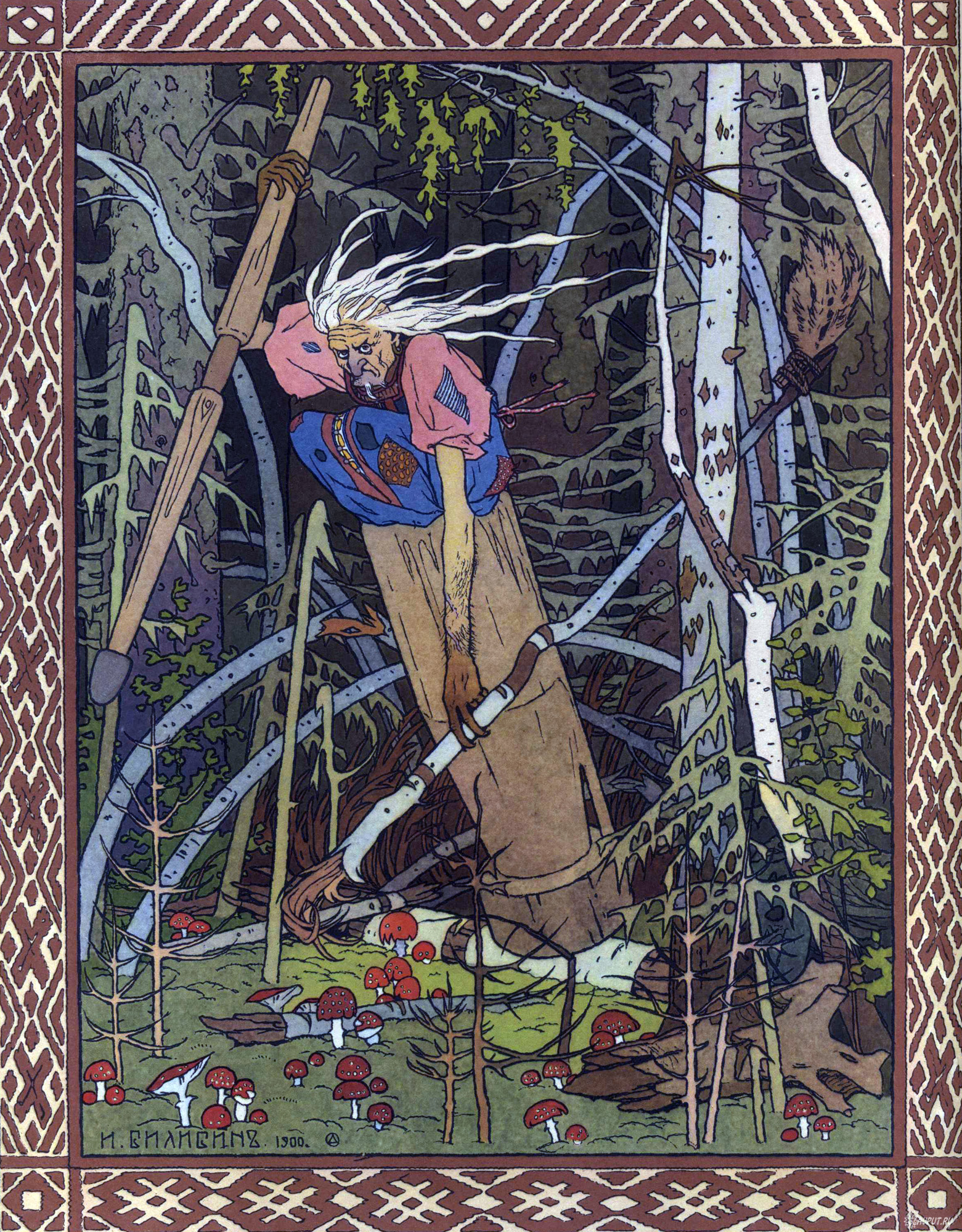
1902년 제작된 이반 빌리빈의 바바 야가 삽화

바바 야가(러시아어: Ба́ба-яга́, 우크라이나어: Баба-Яга, 폴란드어: Baba Jaga, 체코어: Ježibaba)는 슬라브 신화에서 기형적으로나 흉포하게 보이는 여성으로 보이는 초자연적인 대상(동명의 자매들 중 3인조 중 한 명)인 마녀이다.
바바 야가는 막자사발 주위를 날아다니며 막자를 휘두르며 보통 닭다리 위에 서있는 것으로 묘사된 오두막 깊은 숲속에 거주한다. 바바 야가는 그녀와 마주치거나 그녀를 찾는 사람을 도와주거나 훼방을 놓기도 하며 모성의 역할을 하기도 하고 숲속의 야생동물과 유대를 맺고 있다. 블라디미르 프로프의 설화형태학에 따르면 바바 유가는 대개 도너(donor)나 악당으로 등장한다.
안드레아스 존스는 바바 요가를 "동부 유럽 민속에서 가장 기억할만하고 눈에 띄는 인물 가운데 한 명"을 식별하면서, 그녀가 불가사의하고 가끔 모호함을 보여주기도 하는 것을 관찰하였다." 존스는 바바 요가를 "연구가들이 그녀를 구름, 달, 죽음, 겨울, 뱀, 새, 펠리칸, 땅의 신, 모계 중심의 토템 여자 조상, 여성 선도자, 남근을 가진 어머니(phallic mother), 전형적인 이미지(archetypal image)로 간주하게끔 만들 수 있는 수많은 면을 보여주는 인물"로 요약하고 있다.

## 같이 보기
- 데스포이나
- 헨젤과 그레텔
- 헤카테
- 이자나미노미코토
- 모리안

## 참고 문헌
- Afanasyev, Alexander (1916),  Magnus, Leonard A., 편집., 《Russian Folk-Tales》, Kegan Paul, Trench, Trubner & Co.
- Afanasev, Aleksandr (1973) [1945].  Guterman, Norbert, 편집. 《Russian Fairy Tales》. en:Pantheon Books.
- Hubbs, Joanna (1993). 《Mother Russia: The Feminine Myth in Russian culture》 1 Midla Book판. Bloomington: Indiana University Press. ISBN 0253208424. OCLC 29539185.
- Johns, Andreas (1998). “Baba Yaga and the Russian Mother”. 《The Slavic and East European Journal》 (American Association of Teachers of Slavic and East European Languages) 42 (1).
- Johns, Andreas (2004). 《Baba Yaga: The Ambiguous Mother and Witch of the Russian Folktale》. Peter Lang. ISBN 0-8204-6769-3.